# Motore PSA EC5
Il motore PSA EC5 è un motore a scoppio prodotto a partire dal 2012 dalla Casa automobilistica francese PSA.

## Storia e caratteristiche

### Origini

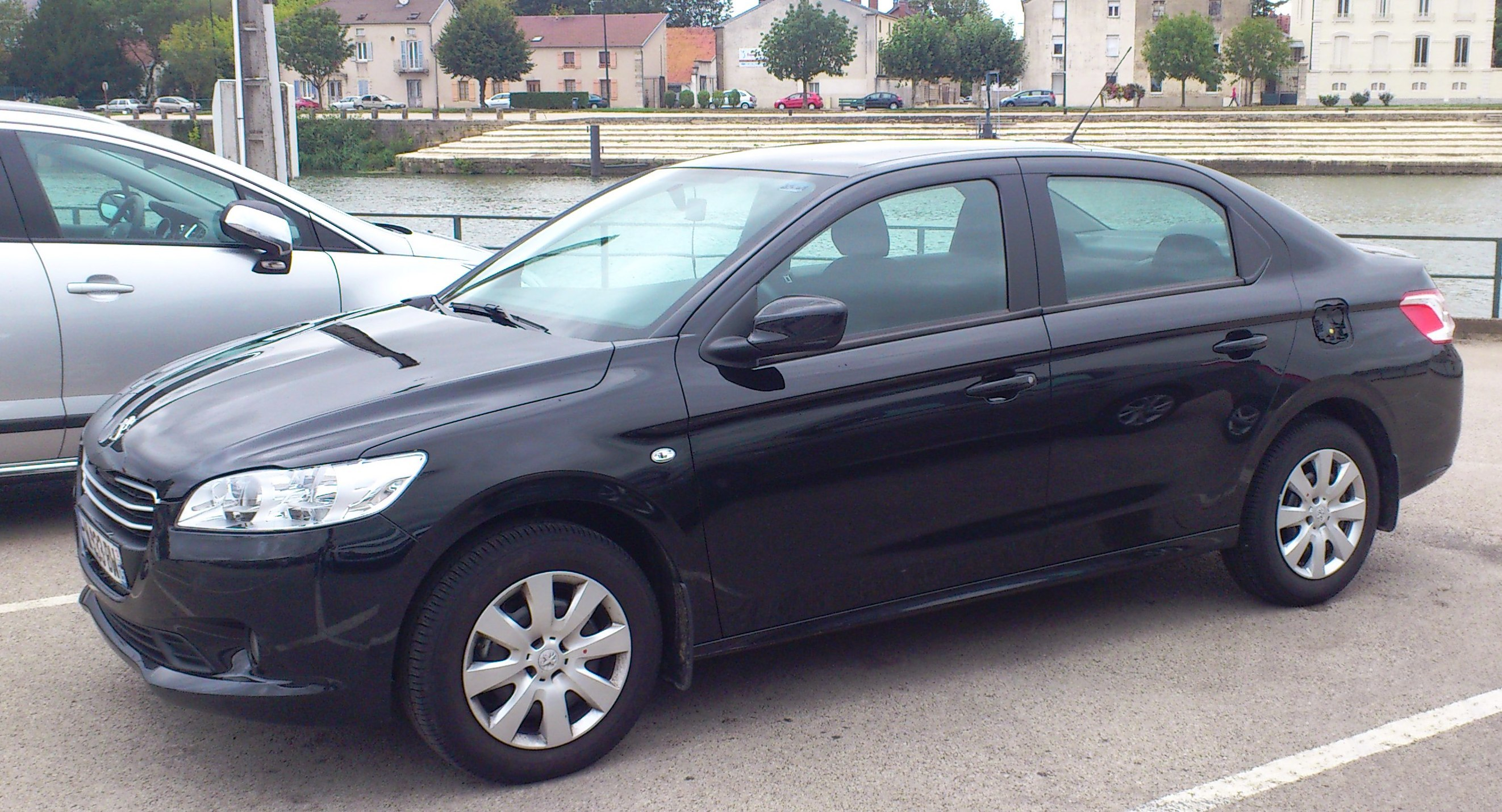
Una Peugeot 301, una delle applicazioni del motore EC5

Si tratta di un motore prodotto nello stabilimento Française de Mécanique di Douvrin, dove una volta la Peugeot e la Renault progettavano motori in collaborazione l'una con l'altra. In seguito, tale impianto è divenuto di esclusiva proprietà del Gruppo PSA, costituito da Peugeot e Citroën ed è stato proprio qui che per lunghi decenni sono stati costruiti i motori della famiglia TU, molto apprezzati da una vasta schiera di automobilisti. Ed è stato proprio partendo da un motore TU che gli ingegneri PSA hanno deciso di sviluppare una variante motoristica più moderna, in grado di soddisfare le normative Euro V ed Euro VI. La base di partenza è stata il motore TU5JP4, ossia un 1.6 da 110 CV, sulla base del quale sono stati montati due nuovi assi a camme e la fasatura variabile. Si è proceduto inoltre a una riduzione degli attriti in maniera tale da ridurre il dispendio energetico e quindi anche i consumi. Del vecchio monoblocco rimangono inalterate soprattutto le misure e la cilindrata complessiva (comune in ogni caso a tutti i motori TU5).
La scelta di partire da un motore datato per lo sviluppo del motore EC5 è stata dettata dall'esigenza di contenere fortemente i costi di progettazione e sviluppo, dal momento che tale nuovo motore è stato previsto per equipaggiare modelli destinati a mercati emergenti o comunque mediamente non ricchi. Tra questi mercati ve ne sono alcuni dell'Europa dell'est, ed è per questo che in fase di progettazione si è posta particolare attenzione alle normative antinquinamento che tale propulsore avrebbe dovuto rispettare.
La diffusione quasi globale prevista per questo propulsore, ha fatto sì che da subito se ne fosse estesa la produzione ad altri due siti PSA: nello stabilimento di Wuhan (Cina) e in un quello di Porto Real in Brasile. Dal 2019 viene prodotto su licenza anche dalla Iran Khodro in Iran.

### Dati tecnici

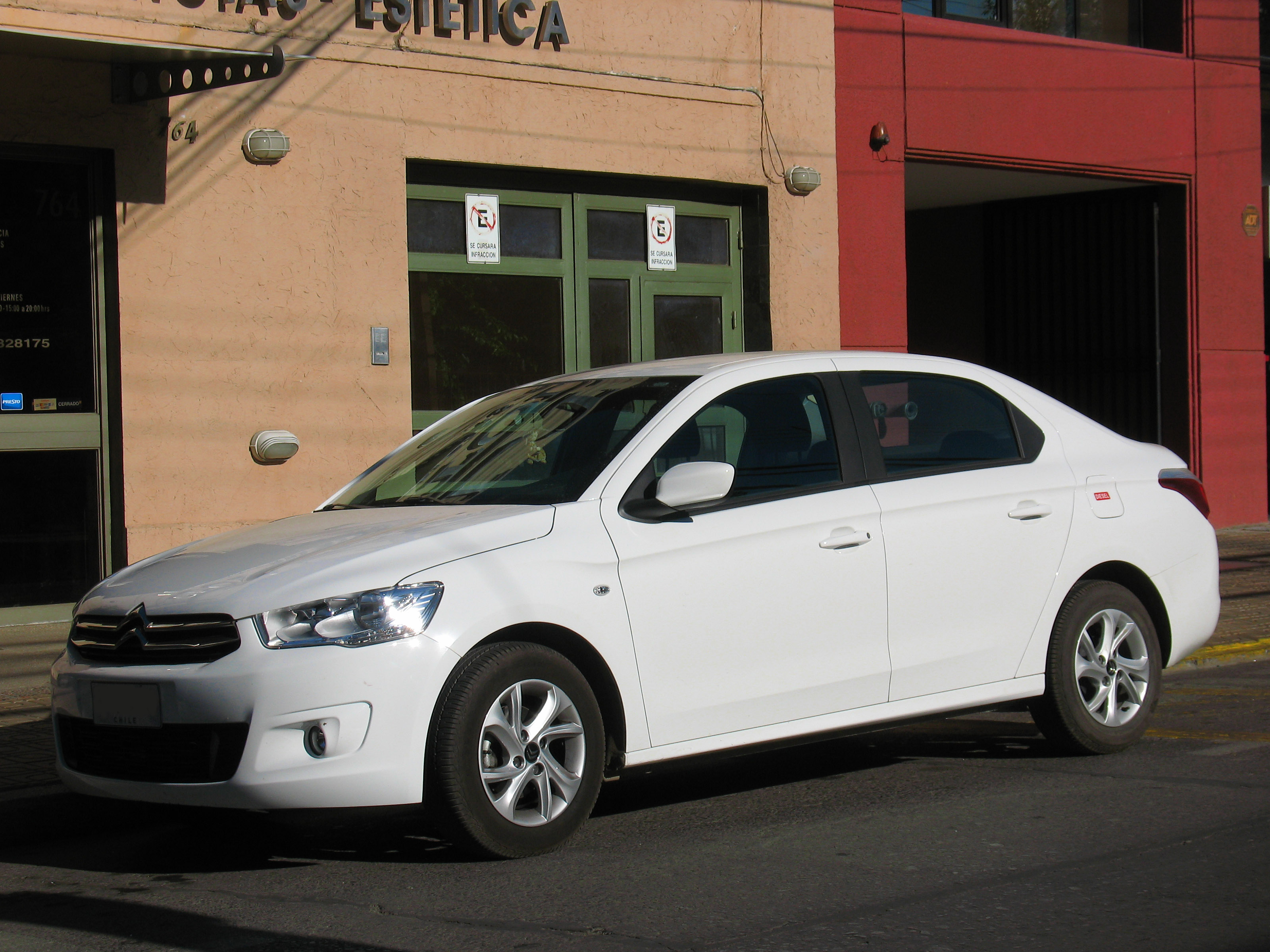
Il motore EC5 è stato montato anche sotto il cofano della Citroën C-Elysee

Di seguito vengono mostrati i principali dati tecnici relativi al motore EC5:
- architettura a 4 cilindri in linea;
- monoblocco in ghisa;
- testata in lega di alluminio;
- alesaggio e corsa: 78,5 x 82 mm;
- cilindrata: 1587 cm³;
- distribuzione: doppio asse a camme in testa;
- testata a quattro valvole per cilindro;
- alimentazione a iniezione elettronica indiretta;
- potenza massima: 116 CV a 5750 giri/min;
- coppia massima: 150 Nm a 4000 giri/min;
- albero a gomiti su 5 supporti di banco.

Questo motore è stato finora montato sui seguenti modelli:
- Peugeot 301 1.6 VTi (dal 2012);
- Peugeot 408 I 1.6 16v (dal 2015, solo mercati sudamericani);
- Citroën C-Elysée 1.6 VTi (dal 2012);
- Citroën C3 Aircross 1.6 VTi (dal 2013);
- Citroën C3-XR (dal 12/2014);
- Citroën C4 Cactus (Sud America);
- Dongfeng Fengshen L60 (dal 2015);
- Peugeot 2008 (Sud America);
- Peugeot 208 1.6 VTi (dal 2019)[4]
- Citroën C3 (CC21) (dal 2022 - Sud America)[5]
- Citroën Berlingo (K9)
- Fiat Doblò (K9)
- Peugeot Partner (K9)

Di questo motore è esistita anche una sottovariante depotenziata, in grado di erogare 103 CV di potenza massima a 5500 giri/min. La coppia massima è invece di 130 Nm a 3500 giri/min. Tale variante, caratterizzata fra l'altro dal fatto di avere la doppia alimentazione bi-fuel benzina/metano, ha trovato applicazione sotto il cofano della Citroën C-Elysée 1.6 CVVT (dal 2018).

### Varianti derivate: il motore EC8
Dal motore EC5 è stata derivata una seconda variante denominata EC8, e che nasce dall'aumento di cilindrata del motore EC5 stesso. Di fatto, l'unità EC8 ha una cilindrata di 1.8 litri ed eroga una potenza massima di 138 CV con un  picco di coppia pari a 172 Nm. Tale motore viene montato sotto il cofano dei seguenti modelli:
- Citroën C4L 1.8 VTi (dal 2012);
- DS 5LS 1.8 VTi (2014-15);
- Peugeot 408 II 1.8 VTi (08/2014-08/2018).
- Chevrolet Niva (dal 2016)[6]